# Scyliorhinus
Scyliorhinus es un género de elasmobranquios carcarriniformes de la familia Scyliorhinidae conocidos vulgarmente como lijas o pintarrojas. Son tiburones de pequeño tamaño y coloración irregular. Poseen dos aletas dorsales, pequeñas y desplazadas hacia atrás. Son ovíparos.
La pintarroja, también llamada gato o perro marino, vive en los fondos arenosos de la costa europea atlántica y en el Mediterráneo. Mide de 50 a 60 centímetros de longitud. El alitán es muy semejante, pero de mayor tamaño, hasta 1 m.

## Especies
El género Scyliorhinus incluye 15 especies:
- Scyliorhinus besnardi
- Scyliorhinus boa
- Scyliorhinus canicula
- Scyliorhinus capensis
- Scyliorhinus cervigoni
- Scyliorhinus comoroensis
- Scyliorhinus garmani
- Scyliorhinus haeckelii
- Scyliorhinus hesperius
- Scyliorhinus meadi
- Scyliorhinus retifer
- Scyliorhinus stellaris
- Scyliorhinus tokubee
- Scyliorhinus torazame
- Scyliorhinus torrei